# 阿留申群島疣杜父魚
阿留申群島疣杜父魚，為輻鰭魚綱鮋形目杜父魚亞目杜父魚科的其中一種，為寒帶海水魚，分布於北太平洋阿留申群島海域，棲息深度52-97公尺，體長可達4.3公分，棲息在底層水域，生活習性不明。